# Меги Вокер
Меги Лена (рођена Дрејпер Мичел) Вокер (Ричмонд, 15. јул 1864 — Ричмонд, 15. децембар 1934) била је америчка пословна жена и учитељица. Године 1903. Меги Вокер је постала и прва афроамеричка жена која је закупила банку и прва афроамеричка жена која је била председница банке. Као лидер, Вокерова је постигла успех са визијом да направи опипљива побољшања у начину живота Афроамериканаца. Онеспособљена парализом и корисник инвалидских колица касније у животу, Вокерова је такође постала пример за особе са инвалидитетом.
Њена рестаурирана и намештена кућа у историјском кварту Џексон Ворд у Ричмонду, у Вирџинији, проглашена је националним историјским локалитетом, којим управља Служба националних паркова.

## Детињство
Меги Лена Дрејпер рођена је 15. јула 1864. као ћерка Елизабет Дрејпер и Еклиса Катберта.  Њена мајка, бивша робиња, била је помоћна куварица на имању Ван Луа у Черч Хилу у Ричмонду у Вирџинији, где је упознала Катберта, ирског америчког новинара Њујорк Хералда, са седиштем у Вирџинији. Не постоји евиденција о браку између Дрејперове и Катберта. ‍:1–2 Дрејперову је запослила Елизабет Ван Лу, која је била шпијун Уније током грађанског рата (1861–1865) у главном граду Конфедерације Ричмонду. ‍:1–2Дрејперова се удала за Вилијама Мичела, батлера на имању Ван Лу, убрзо након Мегиног рођења. Године 1870. рођен  је Џони Мичел у овом браку. 
Након што је Вилијам Мичел постао конобар у хотелу Сент Чарлс, породица Мичел преселила се у своју кућу у  уличици Колеџ у близини куће госпођице Ван Лу где су Меги и њен полубрат Џони одрасли. ‍:2Кућа се налазила у близини Прве афричке баптистичке цркве која је, као и многе црначке цркве у то време, била економски, политички и друштвени центар за локалну црначку заједницу. ‍:3Након преране смрти Вилијама Мичела, Мегина мајка је издржавала своју породицу радећи као праља. Вокерова је похађала новоформиране јавне школе у Ричмонду и помагала својој мајци испоруком чисте одеће. 
Када је имала четрнаест година, Вокерова се придружила локалном савету Независног реда Светог Луке. Ово братско погребно друштво, основано 1867. у Балтимору, у Мериленду, служило је болеснима и старима, промовисало хуманитарне циљеве и подстицало индивидуалну самопомоћ и интегритет.

## Наставничка каријера
Након што је 1883. године дипломирала на Школи за обојене Ричмонд, предавала је три године у својој бившој школи Вели, такође познатој као Ланкастерска школа. Њен радни однос је престао када се удала, у складу са школском политиком против запошљавања удатих жена. 

## Самостални орден Светог Луке
Након што је напустила своју професорску позицију 1886. године, Вокерова се посветила Реду и стално се уздизала кроз његове редове. Служила је у бројним функцијама све веће одговорности за Ред, од делегата на двогодишњој конвенцији до највишег руководећег положаја Достојног Великог секретара 1899. Њене активности на друштвеним променама са Независним орденом Светог Луке показале су њену оштру свест о угњетавању и њену посвећеност да одговара изазовима расне и родне неправде.
Као пионир у области осигурања, финансијер и грађанска икона, основала је Огранак Реда за малолетнике 1895. док је служила као заменик велике матроне. Ова грана је подстицала образовање, рад у заједници и штедљивост код младих чланова.

## Оснивање штедионице Светог Луке
Године 1902. издала је новине за организацију, The St. Luke Herald. Убрзо након тога, закупила је штедионицу St. Luke Penny. Вокерова је била прва председница банке, што јој је донело признање да је прва Афроамериканка која је закупила банку у Сједињеним Државама. Чарлс Тадеус Расел је био први црни архитекта Ричмонда и дизајнирао је зграду за Вокерову. Руководство штедионице St. Luke Penny такође је укључивало неколико жена чланица одбора. Касније је Вокерова пристала да буде председник управног одбора када се банка спојила са две друге банке у Ричмонду и постала The Consolidated Bank and Trust Company, која је служила генерацијама Ричмонда као институција у власништву Афроамериканаца.

## Лични живот
14. септембра 1886. у Ричмонду се удала за Армстеда Вокера млађег (1860–1914), извођача радова са циглама. Усвојили су ћерку Поли Андерсон и добили три сина: Расела Еклеса Талмаџа Вокера рођеног 1890. године; Армстеда Мичела Вокера рођеног 1893. године, али је умро седам месеци касније; и Мелвина ДеВит Вокера који је рођен 1897. Вокерови су купили кућу 1904. унутар афроамеричке четврти Џексон Ворд у Ричмонду. Током година је увећавана да би могла да прими породице њихове деце. 
20. јуна 1914, Вокеров син, Расел Вокер, у доби од 25, пуцао је и убио свог оца Армстеда, погрешно га је сматрао провалником, кога су и он и његов отац тражили. Расел је ухапшен и оптужен за убиство и, након пет месеци чекања на суђење, проглашен је невиним. Губитак је оставио Вокерову да управља великим домаћинством. Њен рад и улагања омогућили су да породица буде удобно смештена.
Расел се, међутим, никада није опоравио од инцидента и након осам година борбе са депресијом и алкохолизмом, умро је 23. новембра 1923. 
Вокерова је уведена као почасни члан сестринства Зета Фи Бета на првом састанку огранка 1926.

## Наслеђе
Године 1905. Вокерова је представљена заједно са другим афроамеричким лидерима, као што су Мери Черч Терел, Т. Томас Форчун и Џорџ Вашингтон Карвер на постеру под називом „101 истакнутих обојених људи“.
Вокерова је 1925. године добила почасни магистарски степен на Универзитету Вирџинија Унион, а 2001. је уврштена у Кућу славних јуниора са достигнућима у САД.
У њену част, Ричмондске јавне школе изградиле су велику средњу школу од цигле поред Универзитета Вирџинија Унион. Средња школа Меги Л. Вокер била је једна од две школе у тој области за црне ученике током ере Џима Кроуа; друга је била средња школа Армстронг. Потпуно је реновирана да би се поново отворила 2001. године као регионална Гувернерска школа за државне и међународне студије Меги Л. Вокер.
У згради Светог Луке су биле канцеларије Независног реда Светог Луке и канцеларија Меги Л. Вокер. Још 1981. њена канцеларија је сачувана као у време њене смрти 1934. Зграда је уврштена у Национални регистар историјских места 1982.
Служба националног парка управља националним историјским локалитетом Меги Л. Вокер у њеној бившој кући у Џексон Ворду. Кућа је 1978. проглашена националним историјским локалитетом и отворена је као музеј 1985. године. На сајту се наводи да је то „сећање на живот прогресивне и талентоване Афроамериканке. Она је постигла успех у свету бизниса и финансија као прва жена у Сједињеним Државама која је закупила банку и радила као председница банке, упркос многим недаћама. Ова локација укључује центар за посетиоце који описује њен живот и заједницу Џексон Ворд у којој је живела и радила и њену резиденцију током тридесет година. Кући је враћен изглед из 1930-их са оригиналним предметима породице Вокер." 
Служба националних паркова резимира наслеђе изјавом: „Кроз њено вођство Независног реда Светог Луке, Вокерова је показала да Афроамериканци могу бити лидери у пословању, политици и образовању у време када је друштво инсистирало на супротном."
Вокерова је одликована као једна од првих програмом Жене из Вирџиније у историји 2000.
Дана 15. јула 2017, статуа Вокерове, коју је дизајнирао Антонио Тобијас Мендез, откривена је на Меги Л. Вокер Меморијал Плази у улици Брод у Ричмонду. Бронзана статуа од 10 стопа приказује како је живела, са наочарима закаченим на ревер и чековном књижицом у руци.
Године 2020, Вокерова је била једна од осам жена представљених на изложби „Једина у соби“ у Националном музеју америчке историје Смитсонијан.